# نيكولاي ديكا
نيكولاي ديكا (بالرومانية: Nicolae Dică)‏ هو لاعب كرة قدم روماني.

## وصلات خارجية
- نيكولاي ديكا على موقع الاتحاد الدولي (مؤرشف)  (الإنجليزية)
- نيكولاي ديكا على موقع الاتحاد الأوربي (الإنجليزية)
- نيكولاي ديكا على موقع اتحاد تركيا (لاعب) (الإنجليزية)
- نيكولاي ديكا على موقع قاعدة بيانات كرة القدم.إي يو (الإنجليزية)
- نيكولاي ديكا على موقع ناشيونال فوتبول تيمز (الإنجليزية)
- نيكولاي ديكا على موقع Soccerway.com (الإنجليزية)
- نيكولاي ديكا على موقع عالم كرة القدم.نت (الإنجليزية)
- نيكولاي ديكا على موقع كووورة

- موقع معجبي اللاعب
- معلومات عن اللاعب